# スーパーSUNサンまる
『スーパーSunサンまる』（スーパーサンサンまる）は、2003年4月4日から2005年3月25日まで秋田テレビ（AKT）で金曜15:30 - 16:59に放送されていたローカル情報番組である。
それまで同局で放送されていた『午後は気ままに金曜日』のリニューアル版としてスタートしたが、放送開始100回目の2005年3月25日、春の高校バレー中継放送のために30分の短縮版で放送を終了した。後継番組は『やばせ本町どまん中!〜笑顔でいこうよ〜』。

## 放送時間
- 金曜 15:30 - 16:59 (JST)

## 出演者

### MC
- 武田哲哉（当時秋田テレビアナウンサー）
- 横山いつき（当時秋田テレビアナウンサー）
- 谷桐子（秋田テレビアナウンサー）
- 井出千草（当時秋田テレビアナウンサー）

### ゲストMC
- ブラボー中谷（マジシャン） ※隔週出演
- 高階航（作家） ※隔週出演

### その他の出演者
- 武藤綾子（当時秋田テレビアナウンサー、ニュース担当）
- 滝沢雄一（当時秋田テレビアナウンサー、身直し体・やっぱ牛乳でしょ 担当）
- 石郷岡純子（当時秋田テレビアナウンサー、eリホーム秋田 担当）
- 塩田耕一（当時秋田テレビアナウンサー）

## テーマ曲
- 思いの花束（松本英子（秋田市出身））

## ゲスト
過去にゲストとして、フジテレビアナウンサーの高島彩と軽部真一がCD発売宣伝とめざましクラシックス in 秋田の案内のために出演した。